# Аліреза Резаї
Аліреза Резаї (перс. عليرضا رضايی; нар. 11 липня 1976, Тегеран) — іранський борець вільного стилю, бронзовий призер чемпіонатів світу, чемпіон, срібний та бронзовий призер чемпіонатів Азії, чемпіон Азійських ігор, дворазовий бронзовий призер Кубків світу, срібний призер Олімпійських ігор.

## Біографія
Боротьбою почав займатися з 1989 року. Чемпіон світу серед кадетів 1992 року. Срібний призер чемпіонату світу серед молоді 1995 року. Виступав за борцівський клуб «Ісадфердосі» з Тегерана. Боровся у важкій і суперважкій вагових категоріях.
Член технічної комісії Об'єднаного світу боротьби.

## Виступи на Олімпіадах
| Змагання                    | Збірна | Вагова категорія | Місце  |
| --------------------------- | ------ | ---------------- | ------ |
| Літні Олімпійські ігри 2004 | Іран   | 120 кг           | Срібло |

У фіналі афінської Олімпіади Аліреза Резаї зустрівся з видатним узбецьким борцем осетинського походження Артуром Таймазовим, братом Тимура Таймазова, українського олімпійського чемпіона з важкої атлетики. Артур Таймазов переміг іранського борця з рахунком 4-0 і завоював свою першу з трьох золотих олімпійських нагород. Алірезі Резаї дісталося срібло — перша й остання його олімпійська медаль.

## Виступи на Чемпіонатах світу
| Змагання                        | Збірна | Вагова категорія | Місце  |
| ------------------------------- | ------ | ---------------- | ------ |
| Чемпіонат світу з боротьби 2002 | Іран   | 120 кг           | 13     |
| Чемпіонат світу з боротьби 2003 | Іран   | 120 кг           | Бронза |

## Виступи на Чемпіонатах Азії
| Змагання                       | Збірна | Вагова категорія | Місце  |
| ------------------------------ | ------ | ---------------- | ------ |
| Чемпіонат Азії з боротьби 1999 | Іран   | 130 кг           | Золото |
| Чемпіонат Азії з боротьби 2000 | Іран   | 130 кг           | Бронза |
| Чемпіонат Азії з боротьби 2001 | Іран   | 130 кг           | Срібло |

## Виступи на Азійських іграх
| Змагання           | Збірна | Вагова категорія | Місце  |
| ------------------ | ------ | ---------------- | ------ |
| Азійські ігри 1998 | Іран   | 130 кг           | Золото |

## Виступи на Кубках світу
| Змагання                    | Збірна | Вагова категорія | Місце  |
| --------------------------- | ------ | ---------------- | ------ |
| Кубок світу з боротьби 1995 | Іран   | 100 кг           | 5      |
| Кубок світу з боротьби 1996 | Іран   | 100 кг           | Бронза |
| Кубок світу з боротьби 1998 | Іран   | 130 кг           | 4      |
| Кубок світу з боротьби 2000 | Іран   | 130 кг           | Бронза |

## Виступи на інших змаганнях
| Змагання                                                  | Збірна | Вагова категорія | Місце  |
| --------------------------------------------------------- | ------ | ---------------- | ------ |
| Чемпіонат світу з боротьби серед військовослужбовців 1997 | Іран   | 130 кг           | Срібло |
| Ігри доброї волі 1998                                     | Іран   | 130 кг           | 5      |
| Чемпіонат світу серед студентів 2004                      | Іран   | 120 кг           | Золото |